# Roncus baccettii
Espèce
Roncus baccettii est une espèce de pseudoscorpions de la famille des Neobisiidae.

## Distribution
Cette espèce est endémique de Sardaigne en Italie. Elle se rencontre à  Quartu Sant'Elena dans la grotte Grotta San Pietro.

## Étymologie
Cette espèce est nommée en l'honneur de Baccio Baccetti.

## Publication originale
- Lazzeroni, 1969 : Ricerche sugli Pseudoscorpioni. VI. Il popolamento della Sardegna. Fragmenta Entomologica, vol. 6, p. 129-135.